# Distretto di Norovlin
Il distretto di Norovlin è uno dei diciassette distretti (sum) in cui è suddivisa la provincia del Hėntij, in Mongolia. Conta una popolazione di 2.254 abitanti (censimento 2010). 